# Capizzone
Capizzone là một đô thị ở tỉnh Bergamo trong vùng Lombardia của Ý, có cự ly khoảng 45 km về phía đông bắc Milano và khoảng 12 km về phía tây bắc Bergamo. Tại thời điểm 31 tháng 12 năm 2004, đô thị này có dân số 1.261 người và diện tích 4,6 km².
Capizzone giáp các đô thị: Bedulita, Berbenno, Brembilla, Roncola, Strozza, Ubiale Clanezzo.